# 豊通ケミプラス
豊通ケミプラス株式会社（英: TOYOTSU CHEMIPLAS CORPORATION）は、東京都港区港南二丁目に本社を置く、豊田通商グループの化学系専門商社。

## 沿革

### 株式会社トーメンケミカル
- 1983年 - 株式会社トーメンケミカル大阪設立。
- 1984年 - 株式会社トーメンケミカル設立。
- 1998年 - トーメンケミカル大阪とトーメンケミカルが合併。新「株式会社トーメンケミカル」が発足（資本金4億円）。

### 豊通プラケム株式会社
- 1988年 - 豊通プラスチック販売株式会社として設立。
- 1998年 - 豊通プラケム株式会社へ社名を変更（資本金2000万円）。

### トーメンプラスチック販売株式会社
- 1981年 - トーメンプラスチック販売株式会社設立。
- 1982年 - トーメン大阪プラスチック販売株式会社設立。
- 1999年 - トーメンプラスチック販売とトーメン大阪プラスチック販売が合併。新「トーメンプラスチック販売株式会社」が発足（資本金2億5000万円）。

### 豊通ケミプラス株式会社
- 2006年 - トーメンと豊田通商が合併。上記3社とも豊田通商グループになる。
- 2009年 - トーメンケミカル、豊通プラケム、トーメンプラスチック販売が合併、豊通ケミプラス株式会社が発足（資本金6億7000万円）。

## 各事業本部
- 自動車資材部

自動車の内装や外装の樹脂材料から、防振材・ウィンドウシール向けのゴム素材、更には、特殊塗料や各種接着剤、エレクトロニクス材料など、自動車に関する材料・部材を顧客の課題に合わせたソリューションとともに幅広く提供。
- 生活資材本部

環境変化を素早く捉え新素材、新技術、最適調達の提案をグローバルに展開。プラスチック原料の供給を中心にパッケージ、住宅設備、事務機器等の生活に纏わる分野を幅広く担当。
特に環境商材の取扱に注力しており、バイオ系樹脂の国内トップシェア、リサイクル材については、廃車リサイクル材及び容器リサイクル材を中心に供給できる体制を幅広く有する。
- 化学品本部

「脱炭素社会への貢献」「自動車・エレクトロニクス業界の変革」「お客様のBCP（供給懸念）対応」を切り口に、技術者を含む化学品業界に精通したスペシャリスト集団が、価値ある情報提供と提案に努め、顧客と共に持続的発展を目指す。
「添加剤ドットコム」は技術情報交流サイトとして国内外多くのサプライヤーの新技術・新商品情報の取り揃えを日々拡充させている。また、戦略物流システムとして導入したe-Commerceによる小口・大口配送の集約化で、サプライヤーと顧客を繋ぐ効率的で環境にやさしい物流にも貢献している。
- エレクトロニクス材料部

変化の大きい半導体・高速通信・ディスプレイ・光学分野・電池材料に注力。各種添加剤からフィルム・部材まで、化学の力で幅広いソリューションを提案。

## 事業所

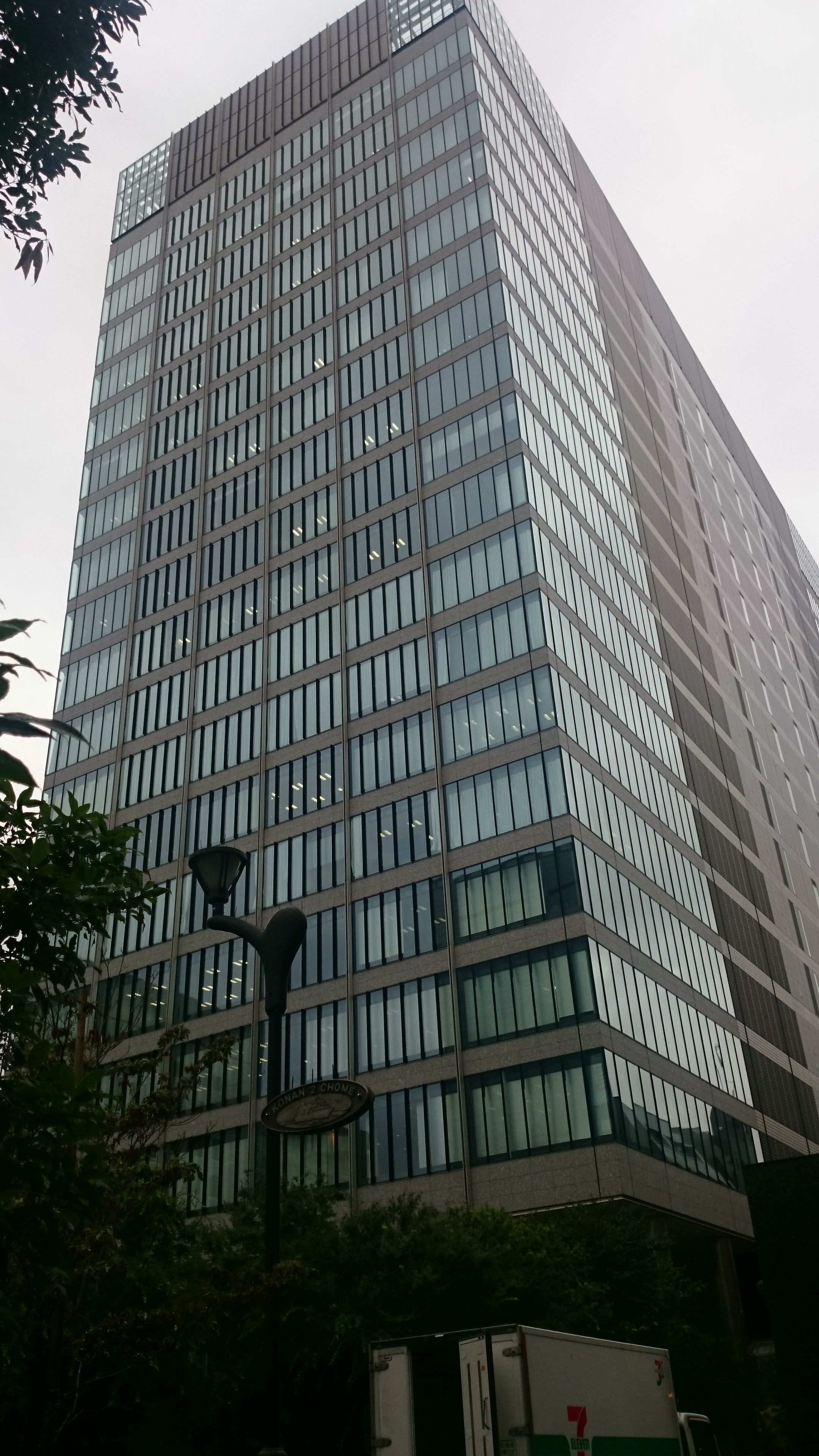
11階に本社が入居している（品川フロントビル）

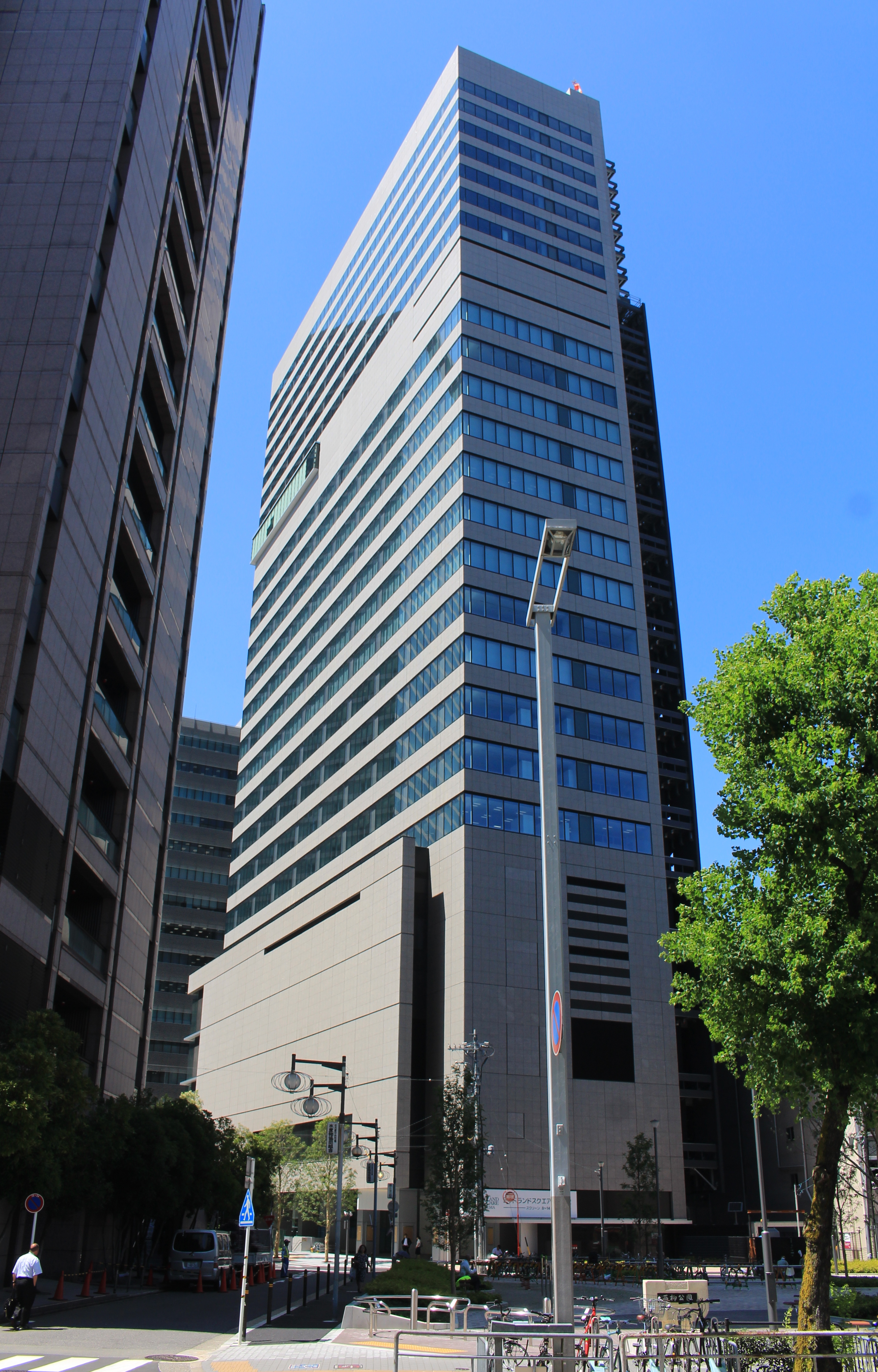
名古屋支店が入居するシンフォニー豊田ビル

- 本社 - 東京都港区港南2丁目3番13号　品川フロントビル
- 大阪支店 - 大阪府大阪市中央区南船場4丁目3番11号　大阪豊田ビル
- 名古屋支店 - 愛知県名古屋市中村区名駅四丁目11番27号　シンフォニー豊田ビル
- 浜松営業所 - 静岡県浜松市中央区板屋町111-2　アクトタワー
- 静岡営業所 - 静岡県静岡市葵区紺屋町11-17　桜井・第一共同ビルディング
- 広島営業所 - 広島県広島市中区八丁堀3-33　広島ビジネスタワー
- 九州営業所 - 福岡県福岡市博多区博多駅前一丁目2番5号　紙与博多ビル
- 東北営業所 - 宮城県仙台市青葉区中央三丁目2番1号　青葉通プラザ
- 海外営業所（TOYOTSU CHEMIPLAS (THAILAND) CO., LTD.）
  - 607 Asoke-Dindaeng Road, Kwaeng Didaeng, Khet Dindaeng, Bangkok 10400